# Лас-Вегас
Лас-Ве́гас (англ. и исп. Las Vegas) — город на западе США, в штате Невада, административный центр самого южного в штате округа Кларк. Расположен в центральной части пустыни Мохаве. По данным переписи населения 2020 года, население города составляло 641 903 жителя, а всего на тот момент в агломерации Лас-Вегаса постоянно проживало 2 227 053 человек.
Является одним из крупнейших мировых центров развлечений и игорного бизнеса. Популярные для посещения места — казино, отели, ежедневные концерты и шоу. Всего на территории Лас-Вегаса работает более восьмидесяти казино и несколько тысяч игровых павильонов, также здесь находится множество фешенебельных отелей. Самые популярные казино и отели расположены в историческом центре города вдоль улицы Фримонт-стрит (англ. Fremont street) в Даунтауне, а также в нескольких милях южнее на Лас-Вегас-бульваре — центральной улице города, идущей с севера на юг, самую оживлённую часть которой (4 мили от отеля «Стратосфера» в самом Лас-Вегасе и до отелей в пригороде Парадайз) называют Лас-Вегас-Стрип или просто Стрип (англ. The Strip).
Многие компании с мировым именем выбирают именно Лас-Вегас для проведения презентаций и рекламных кампаний. В большей степени это обусловлено направленностью услуг многих отелей, где подобная услуга является нормой, и не существует проблем при реализации крупных проектов.

## История города
В 1829 году торговый караван, направлявшийся из Техаса в Лос-Анджелес по Испанской тропе, сбился с пути, двигавшиеся под палящим солнцем путешественники были измотаны, у них закончилась вода. Они разбили лагерь, после небольшой отряд отправился на поиски источника воды. Среди добровольцев был мексиканец Рафаэль Ривера, которому посчастливилось найти среди пустыни спасительный оазис, в котором находился источник артезианской воды. Соответственно этому было дано название местности, впоследствии ставшее названием города, — «Лас-Вегас», что в переводе с испанского означает «плодородные долины».
Дальнейшее развитие территории началось после посещения в мае 1844 года этой местности Джоном Фримонтом (англ. John C. Fremont) — в будущем он стал сенатором от Калифорнии, а в 1856 году был кандидатом в президенты США от Республиканской партии. Фримонт возглавлял экспедицию, действовавшую в интересах Корпуса инженеров Армии США. Это было время возникновения независимой Республики Техас, существовавшей в 1836—1845 годах, последующей Американо-мексиканской войны в 1846—1848 гг., а затем и вхождения ряда новых южных и западных штатов в состав США.
15 мая 1905 года был основан город Лас-Вегас. Долгое время он являлся крупным железнодорожным узлом и основной точкой для дозаправки и стоянки железнодорожных составов, шедших в основном с запада на восток и обратно. Ныне об этом напоминает лишь название одного из отелей-казино Лас-Вегаса — «Main Street Station», находящегося в Даунтауне возле Фримонт-стрит. Территория отеля отделена забором от небольшого железнодорожного разъезда на одноколейной дороге; здание стоит в окружении старинных вагонов, превращённых в кафе и музей. Пассажирского железнодорожного движения через Лас-Вегас нет, основное сообщение со страной и миром осуществляется автомобильным и авиатранспортом.
Невада прославилась как штат свобод и больших возможностей: тут проходили считавшиеся аморальными во всей стране молниеносные свадьбы и жестокие бои, победители которых получали денежное вознаграждение. Следующие послабления азартным играм были сделаны в 1915 году, когда позволили разнообразить ассортимент карточных игр в казино, а также устанавливать игровые автоматы. Выигрыши на первых слот-машинах выплачивались в вещевом эквиваленте — игроки получали вместо денег сигары или спиртные напитки. Такие изменения, внесённые в закон, стали прочным фундаментом будущего игорного бизнеса.
В 1919 году азартные игры были запрещены, что пагубно сказалось на экономике города.
Судьба Лас-Вегаса круто изменилась 19 мая 1931 года, когда в этот день на территории штата Невада были вновь разрешены азартные игры. Этот проект пополнения бюджета штата предложил некий господин Тобин — добропорядочный невадец, сам никогда не игравший в казино. Он заявил, что на деньги, полученные от игорного бизнеса, можно построить много новых школ. Либеральное законодательство стало привлекать людей к играм (в это время в США стали активно закрываться все места, в которых играли на деньги).
Одновременно в 1931 году примерно в 25 милях (40 км) от Лас-Вегаса было начато строительство комплекса дамбы Гувера (англ. Hoover Dam), которое закончилось в 1936 году. Возникновение водохранилища Мид и ввод в действие мощной гидроэлектростанции обеспечили возможность эффективного развития города в условиях окружающей каменистой пустыни. Вопросы водоснабжения и энергообеспечения были решены на многие годы.
Уже к 1940 году в Лас-Вегасе побывало почти 9 тысяч игроков, а спустя 20 лет это число выросло до 64 тысяч. С тех пор в городе стали открываться всё новые и новые игорные дома. Самым первым считается казино «El Rancho», которое не сохранилось до наших дней. В послевоенный период, с 1945 по 1963 год, большую роль в развитии города сыграла организованная преступность. Одним из первых развлекательных комплексов, которые были связаны с мафией, стало казино «Фламинго». Открытие «Фламинго» состоялось в 1946 году. Газеты писали, что владелец заведения, гангстер Багси Сигел, в буквальном смысле «зарывает деньги в песок». Затею Багси по постройке шикарного игорного комплекса многие считали чудачеством, однако с ужесточением контроля над азартными играми в других штатах азартный бизнес в Вегасе стал набирать обороты. С 1952 по 1957 год на деньги мафии и банкиров-мормонов были построены такие казино, как «Sahara», «Sands», «Riviera», «Tropicana», «Binion's Horseshoe» и многие другие. В настоящее время этот вид бизнеса считается одним из основных источников доходов Лас-Вегаса.
В 1950-е годы Лас-Вегас также стал привлекать туристов необычным зрелищем — всего в 65 милях (100 км) к северу от города на территории Невадского ядерного полигона в окрестностях Меркури началось проведение испытаний ядерного оружия; тогда прямо из окон отелей, находящихся в центре Лас-Вегаса, можно было наблюдать «ядерные грибы» взрывов.

### XXI век
1 октября 2017 года на фестивале кантри-музыки Route 91 Harvest 64-летний местный житель Стивен Пэддок открыл огонь из окна номера гостиницы Mandalay Bay. В результате погибли 59 человек и пострадали ещё 527. Этот инцидент стал самым массовым убийством гражданских лиц с использованием огнестрельного оружия за всю историю США.
В 2018 году город был награждён премией «All-America City Award» (с англ. — «Всеамериканский город») присуждаемой Национальной гражданской лигой, которую неофициально называют «Нобелевской премией за конструктивное гражданство» и которая выдается за активную гражданскую позицию жителей некорпоративных сообществ Соединённых Штатов в жизни местного самоуправления.

## Климат
Климат города субтропический пустынный. Лето жаркое и длительное, зима мягкая и короткая, самым холодным месяцем является декабрь. Зимой иногда бывают небольшие заморозки, летом часто сильная жара. Осадки распределены относительно равномерно, больше осадков выпадает зимой. В среднем за год выпадает всего 106 мм осадков. Снег в самом городе выпадает достаточно редко, но ежегодно покрывает окрестные горы. Однако 16 декабря 2008 года в Лас-Вегасе выпало 9 см снега.
- Среднегодовая температура воздуха — 20,8 °C
- Средняя скорость ветра — 3,9 м/с
- Относительная влажность воздуха — 30 %

| Показатель                    | Янв.  | Фев. | Март | Апр. | Май  | Июнь | Июль | Авг. | Сен. | Окт. | Нояб. | Дек.  | Год   |
| ----------------------------- | ----- | ---- | ---- | ---- | ---- | ---- | ---- | ---- | ---- | ---- | ----- | ----- | ----- |
| Абсолютный максимум, °C       | 25,0  | 30,6 | 33,3 | 37,2 | 42,8 | 47,2 | 47,2 | 46,7 | 45,0 | 39,4 | 30,6  | 25,6  | 47,2  |
| Средний суточный максимум, °C | 14,4  | 16,9 | 21,3 | 25,7 | 31,6 | 37,1 | 40,1 | 38,9 | 34,4 | 27,0 | 19,1  | 13,7  | 26,7  |
| Средняя температура, °C       | 9,3   | 11,6 | 15,5 | 19,6 | 25,2 | 30,4 | 33,6 | 32,6 | 28,1 | 20,8 | 13,6  | 8,7   | 20,8  |
| Средний суточный минимум, °C  | 4,1   | 6,3  | 9,7  | 13,4 | 18,8 | 23,7 | 27,2 | 26,3 | 21,7 | 14,7 | 8,1   | 3,7   | 14,8  |
| Абсолютный минимум, °C        | −13,3 | −8,9 | −7,2 | −0,6 | 3,3  | 8,9  | 13,3 | 12,2 | 6,1  | −3,3 | −9,4  | −11,7 | −13,3 |
| Норма осадков, мм             | 14    | 19   | 11   | 4    | 3    | 2    | 10   | 8    | 6    | 7    | 9     | 13    | 106   |
| Средняя влажность, %          | 45    | 40   | 33   | 25   | 21   | 16   | 21   | 26   | 25   | 29   | 37    | 45    | 30    |
| Источник: «Погода и климат»   |       |      |      |      |      |      |      |      |      |      |       |       |       |

## Население

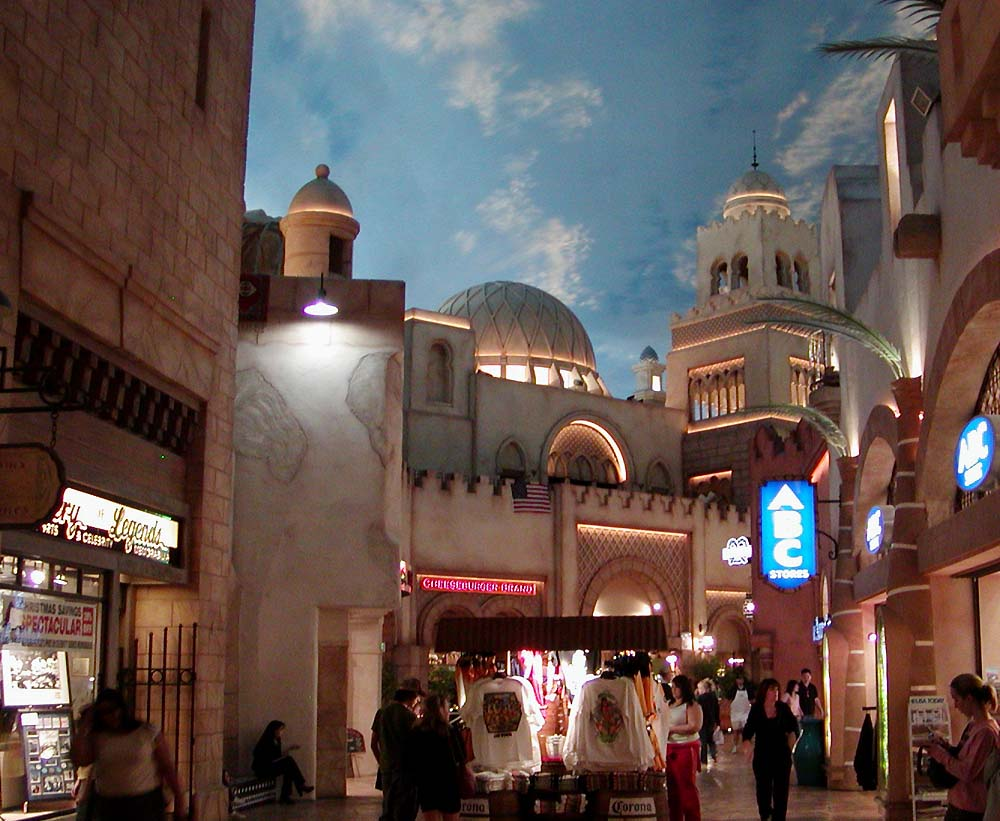
Экстерьер отеля «Аладдин»

По данным переписи населения 2000 года, в городе проживало 478 434 человека. Плотность населения составляла 1630,3 чел/км². К 2008 году население города увеличилось до 558 383 жителей. Население города состоит из белых — 69,86 %, афроамериканцев — 10,36 %, азиатов — 4,78 %, индейцев — 1,2 %, представителей других рас — 9,75 % и представителей из двух и более рас — 4,05 %. Латиноамериканцы составляют 23,61 % от всего населения. Белые нелатиноамериканского происхождения составляли 58,04 %.
5 самых крупных групп населения по национальной принадлежности: немцы (12,2 %), ирландцы (9,8 %), англичане (8,4 %), итальянцы (6,7 %) и американцы (4,5 %).
В декабре 2007 года население округа Кларк превышало 2 млн человек. В 2008 году, по оценкам Бюро переписи населения США, в городской агломерации Лас-Вегаса проживало 1 865 746 жителей и этот район является одним из самых быстрорастущих в США.

## Экономика
Игорный бизнес и связанные с ним индустрии туризма и развлечений являются основой экономики города.
Лас-Вегас привлекает туристов не только игорными домами, но и разнообразными спортивными соревнованиями, концертами, ночными клубами, театрализованными представлениями, финалами конкурсов красоты, церемониями вручения «порно-Оскара».
В городе множество различных достопримечательностей, таких как танцующие фонтаны отеля «Беладжио», копия Эйфелевой башни отеля «Париж», «венецианские» каналы с гондольерами и множество других. Кроме того туристические компании организуют из Лас-Вегаса множество экскурсий — автобусных, автомобильных, водных (на озере Мид), а также воздушных — вертолётных и самолётных. Основные объекты для посещения и осмотра — расположенные недалеко к востоку от города уникальная плотина Гувера, крупнейшее в США водохранилище Мид, величественный и глубочайший Гранд-Каньон; находящаяся несколько дальше в штате Калифорния к западу от Лас-Вегаса Долина Смерти и др. места.
Важная часть туристического бизнеса — организация и проведение свадеб, путешествий на медовый месяц, мероприятий по встрече юбилеев. Не забывают про Лас-Вегас и крупные компании, в том числе и интернациональные, организуя здесь корпоративные мероприятия и встречи.
Главной проблемой городской экономики является водоснабжение. Основным источником воды для города служит водохранилище Мид на реке Колорадо. В последние годы дефицит воды заставляет власти Лас-Вегаса вводить ограничения на её потребление. Правда это не касается основной, то есть туристической отрасли города.

## Транспорт

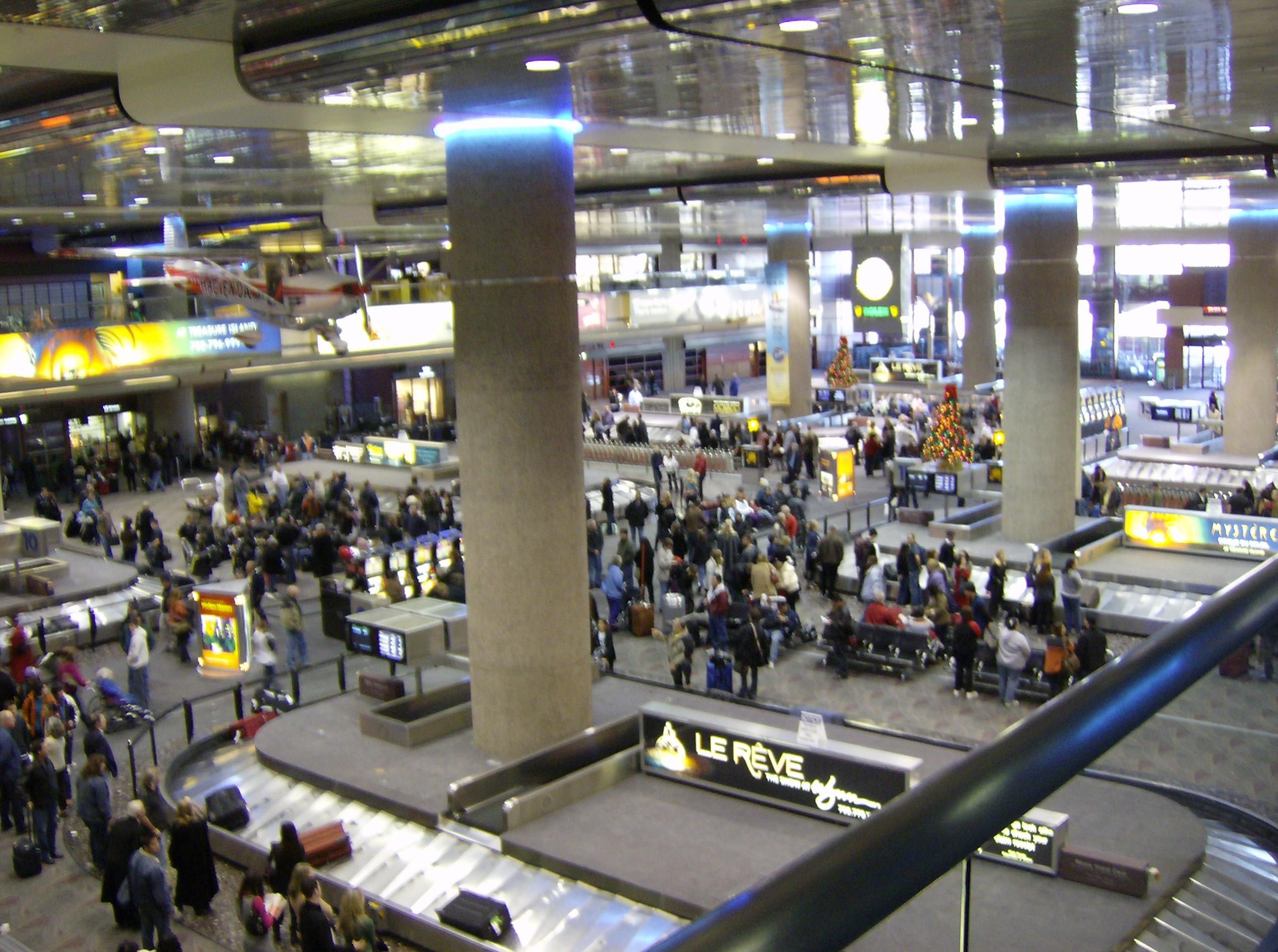
Международный аэропорт Маккаран

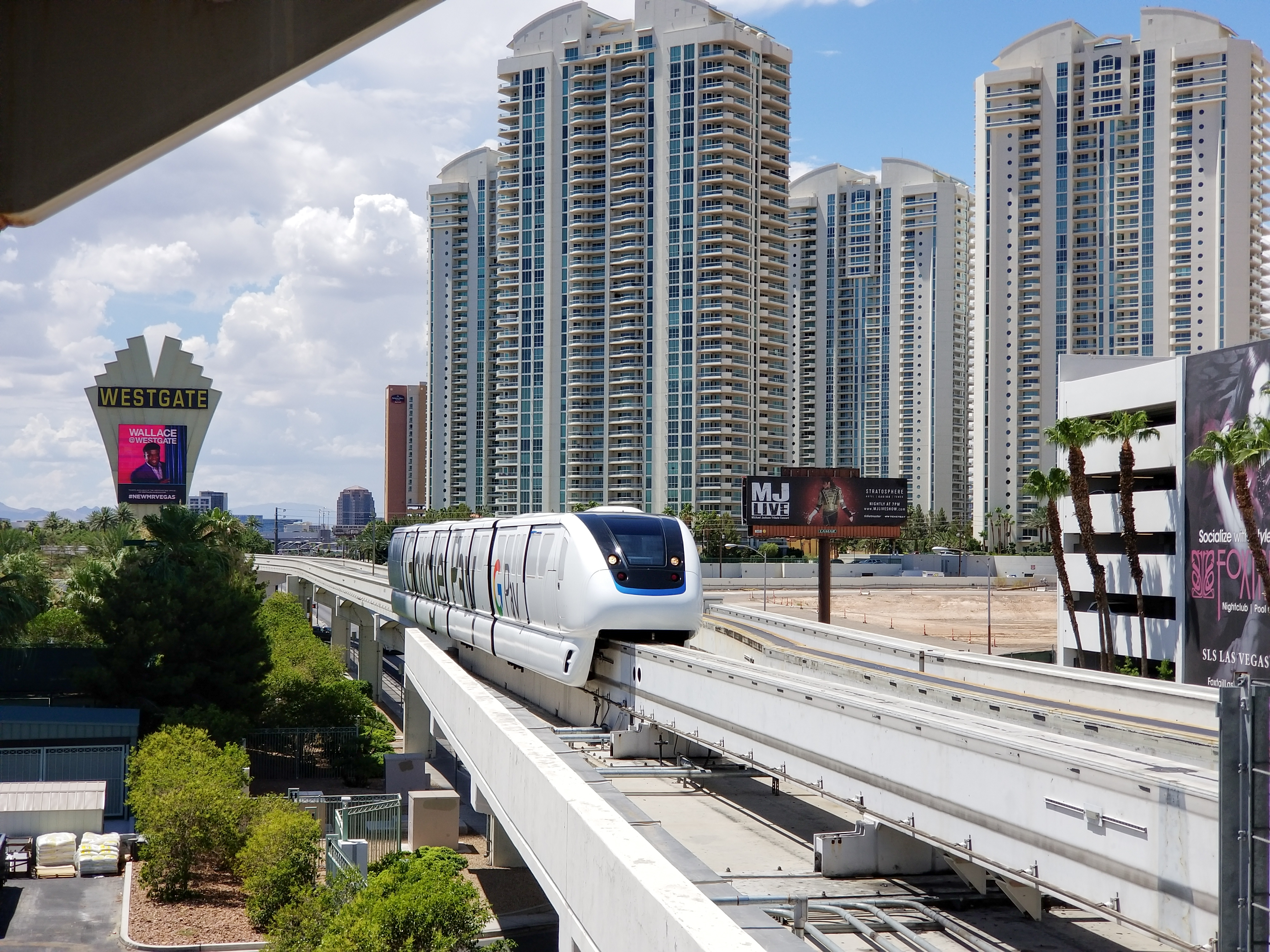
Монорельсовая дорога

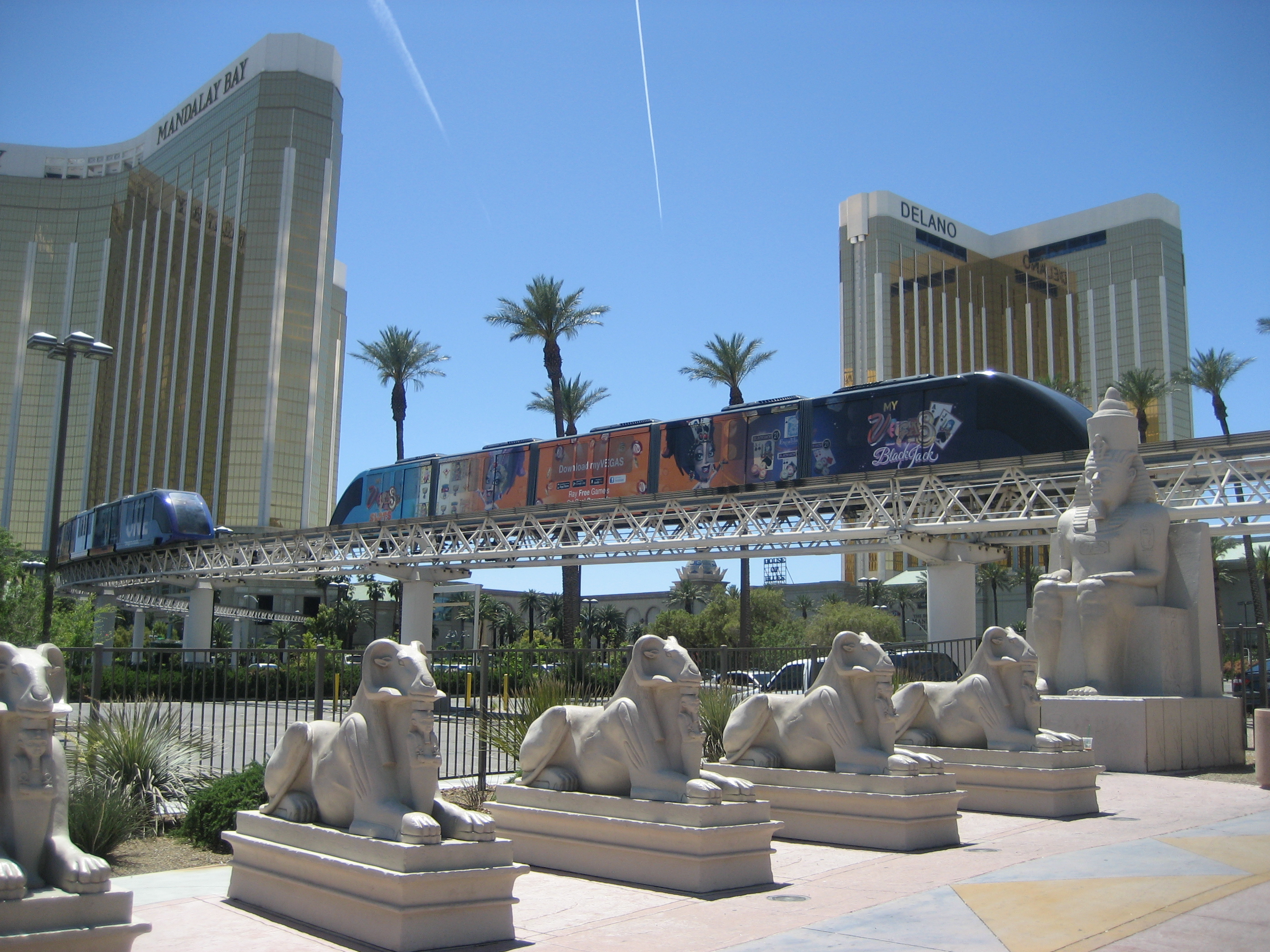

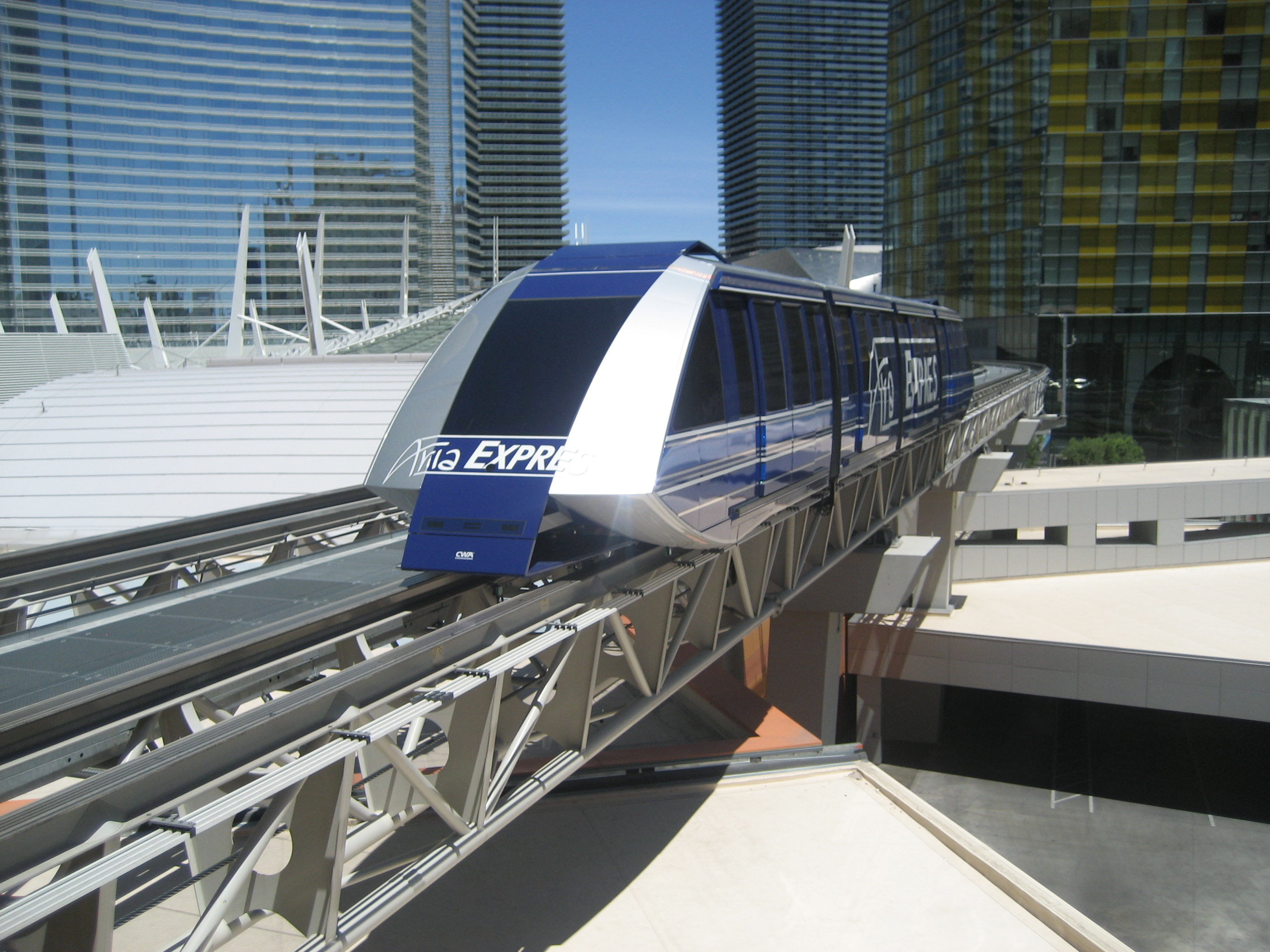

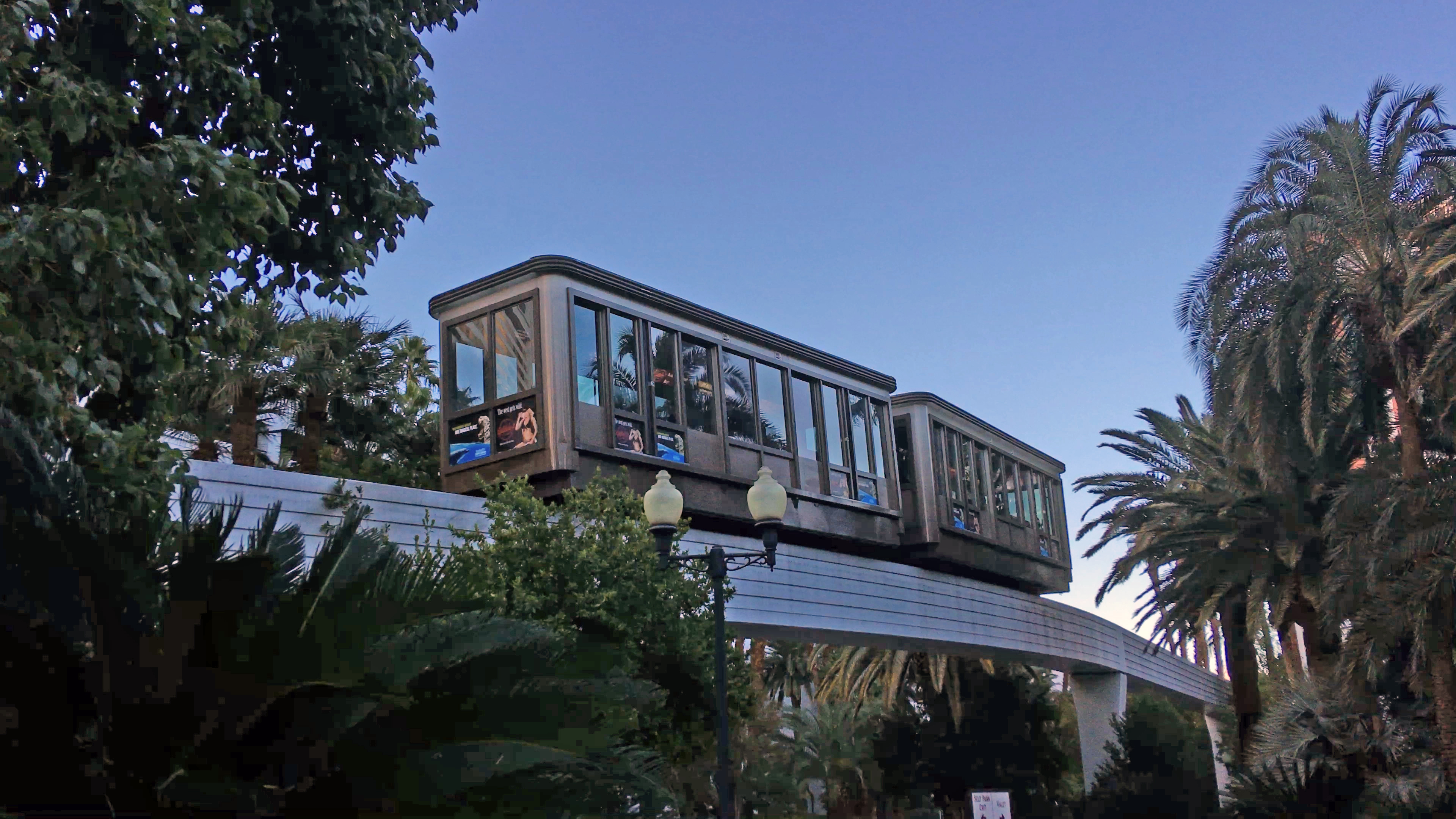

Внутригородской и пригородный транспорт представлен маршрутными монорельсовой дорогой, автобусами и такси.
Основная автобусная станция, обслуживающая местные и междугородние маршруты, расположена в Даунтауне немного севернее Фримонт-стрит возле хайвея № 95.
Стоимость проезда на городском автобусе, по состоянию на март 2014, следующая: однократная поездка — 6 $, проездной билет на 1 сутки — 8 $. Суточный билет даёт право на неоднократный без ограничений проезд в городских автобусах любого маршрута в течение 24 часов с момента первого прохода через турникет автобуса.
Большинство автобусных маршрутов работают с 06:00 до 23:00—00:00.
Основной маршрут транспортной сети Лас-Вегаса имеет номер «Deuce» (так в США называют игральную карту «двойку», имеющую минимальный вес). Он связывает автобусные станции «Даунтаун» (на севере) и «Южная» (южнее аэропорта Маккаран возле хайвея № 215). Этот маршрут проходит возле Фримонт-стрит и далее по Лас-Вегас-бульвару, останавливаясь у основных отелей-казино, и работает круглосуточно с интервалом 5-8 минут. На нём используются двухэтажные автобусы с исключительным обзором, которые получили соответствующее наименование — «The Deuce».
Лас-Вегас — крупный узел авиасообщений. Основной коммерческий гражданский аэропорт города и округа Кларк — аэропорт Маккаран (IATA: LAS, ICAO: KLAS, FAA LID: LAS). Он расположен на территории неинкорпорированного города Парадайз к югу от Лас-Вегаса и обладает двумя парами параллельных взлётно-посадочных полос длиной соответственно 2750 и 3000 м (первая пара ВПП), 3200 и 4425 м (вторая пара ВПП).
Ещё два аэропорта предназначены для частной и малой авиации.
Аэропорт Норт-Лас-Вегас (IATA: VGT, ICAO: KVGT, FAA LID: VGT) расположен в северной части города, именуемой Норт-Лас-Вегас, в 6 км северо-западнее Даунтауна. Имеет 3 ВПП, две из которых длиной до 1525 м.
Аэропорт Боулдер-Сити (IATA: BLD, ICAO: KBVU, FAA LID: BVU) — в 30 км на юго-восток от Лас-Вегаса по дороге к дамбе Гувера. Аэропорт имеет три асфальтовых ВПП длиной 700, 1200 и 1500 м.
Кроме того, в North Las Vegas в 13 км на северо-восток от Даунтауна находится крупная военно-воздушная база «Неллис». На ней, в частности, базируется пилотажная группа «Буревестники» ВВС США, тренировки которой можно издали наблюдать из северных окон верхних этажей отелей Даунтауна.
Международный аэропорт Маккаран связан с районами Парадайз и Винчестер монорельсовой дорогой длиной 6,3 км (3,9 мили). Проехать в этот аэропорт также можно на такси или на микроавтобусах, курсирующих между аэропортом и отелями-казино. На январь 2010 года цена проезда от аэропорта до ближайших отелей, расположенных в районе Парадайз, была 6,5 $, а до отелей в Даунтауне (район Фримонт-стрит) — 8,5 $.
Автобусная станция «Даунтаун» связана с аэропортом Маккаран маршрутами: № 108 (время в пути 40 мин, интервал 20 мин) и № 109 (в пути 1 час, интервал до 40 мин). Маршруты проходят возле Фримонт-стрит соответственно восточнее и западнее Стрипа.
Автомобилистов, въезжающих в город по бульвару Лас-Вегас, приветствует знаменитый на весь мир знак «Добро пожаловать в сказочный Лас-Вегас».

## Спорт
В Лас-Вегасе базируются несколько профессиональных спортивных команд:
- «Лас-Вегас 51» (англ. Las Vegas 51s) — бейсбол, Лига Тихоокеанского побережья, фарм-клуб «Торонто Блю Джейс».
- с сезона 2017/18 в НХЛ выступает хоккейная команда «Вегас Голден Найтс».[9]
- футбольный клуб «Лас-Вегас Рэйдерс» выступающий в НФЛ совершил переезд в Лас-Вегас из Окленда в 2020 году.[10]

С 1968 по 1987 год в окрестностях Лас-Вегаса проходила знаменитая пустынная гонка англ. Mint 400, собиравшая до 100 тыс. зрителей. В Лас-Вегасе на трассе «Сизарс-пэлас» дважды проводился этап чемпионата мира по автогонкам в классе Формула-1: в 1981 и 1982. Также на трассе «Сизарс-пэлас» проводились Гран-при Лас-Вегаса в 1983 и 1984 году в классе КАРТ.
С 1985 года в Лас-Вегасе проходит Национальный финал родео (англ. National Finals Rodeo).
С 1967 года (с перерывом на 2006 и 2007 годы) в Лас-Вегасе проводится один из старейших в США марафон — англ. Las Vegas Marathon.

## Фотогалерея

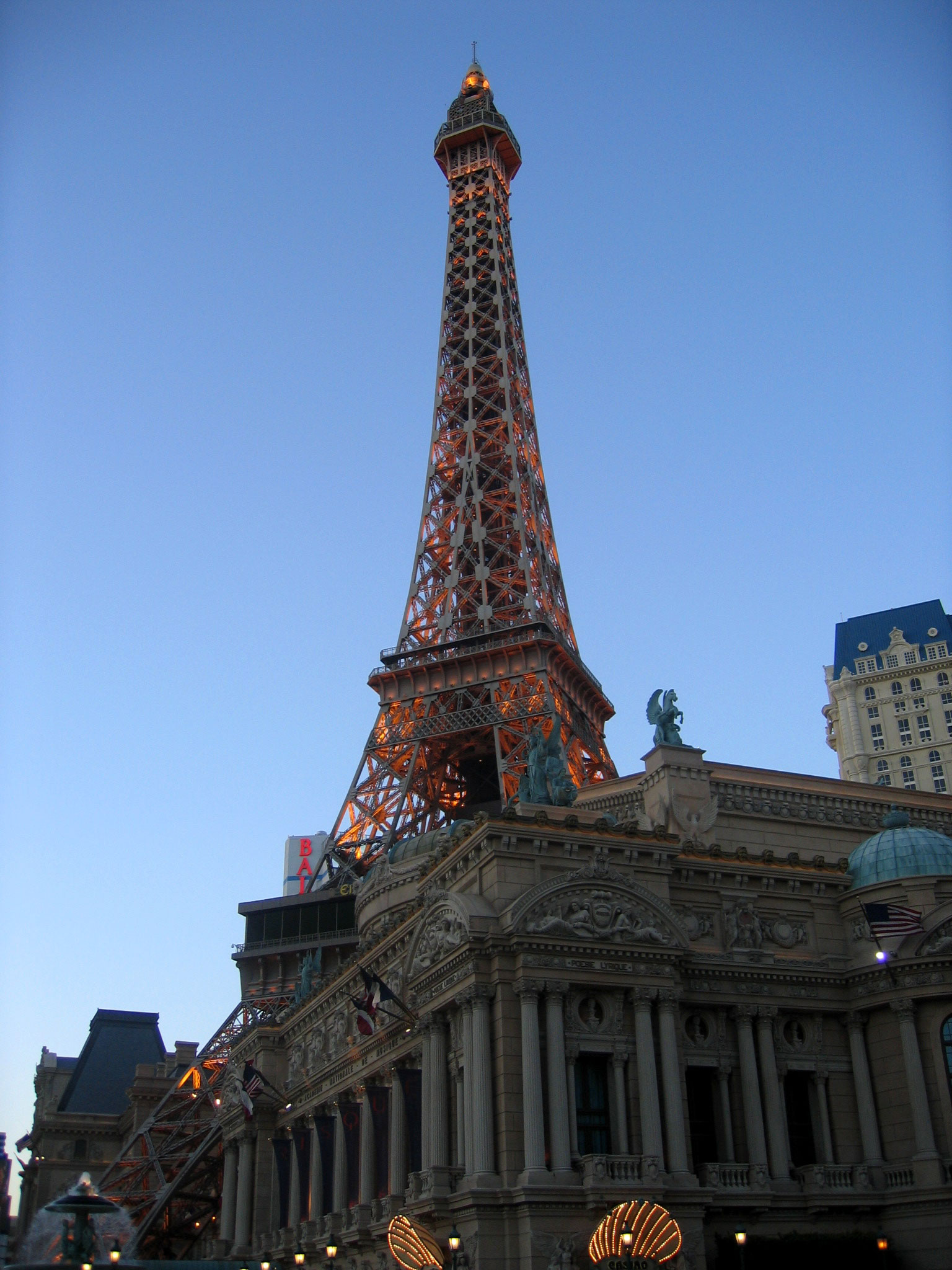
Копия Эйфелевой башни
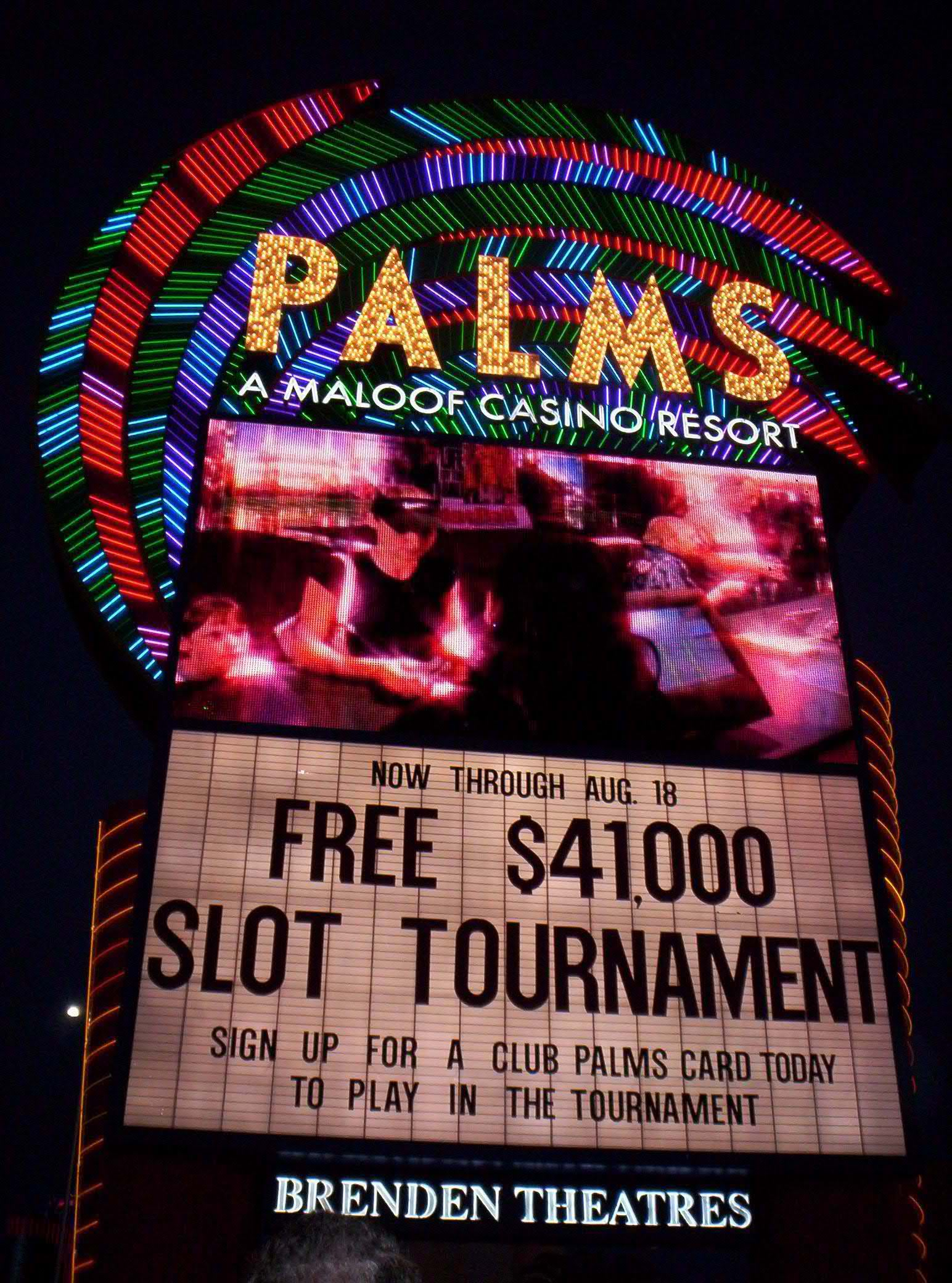
Гостиница-казино «Пальмы»[англ.]
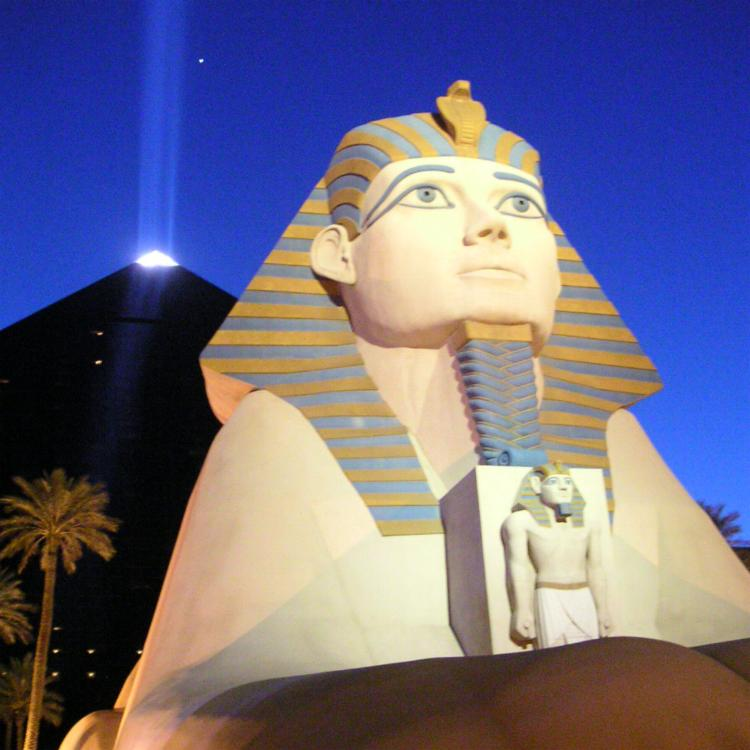
Сфинкс у гостиницы-казино «Луксор Лас-Вегас»
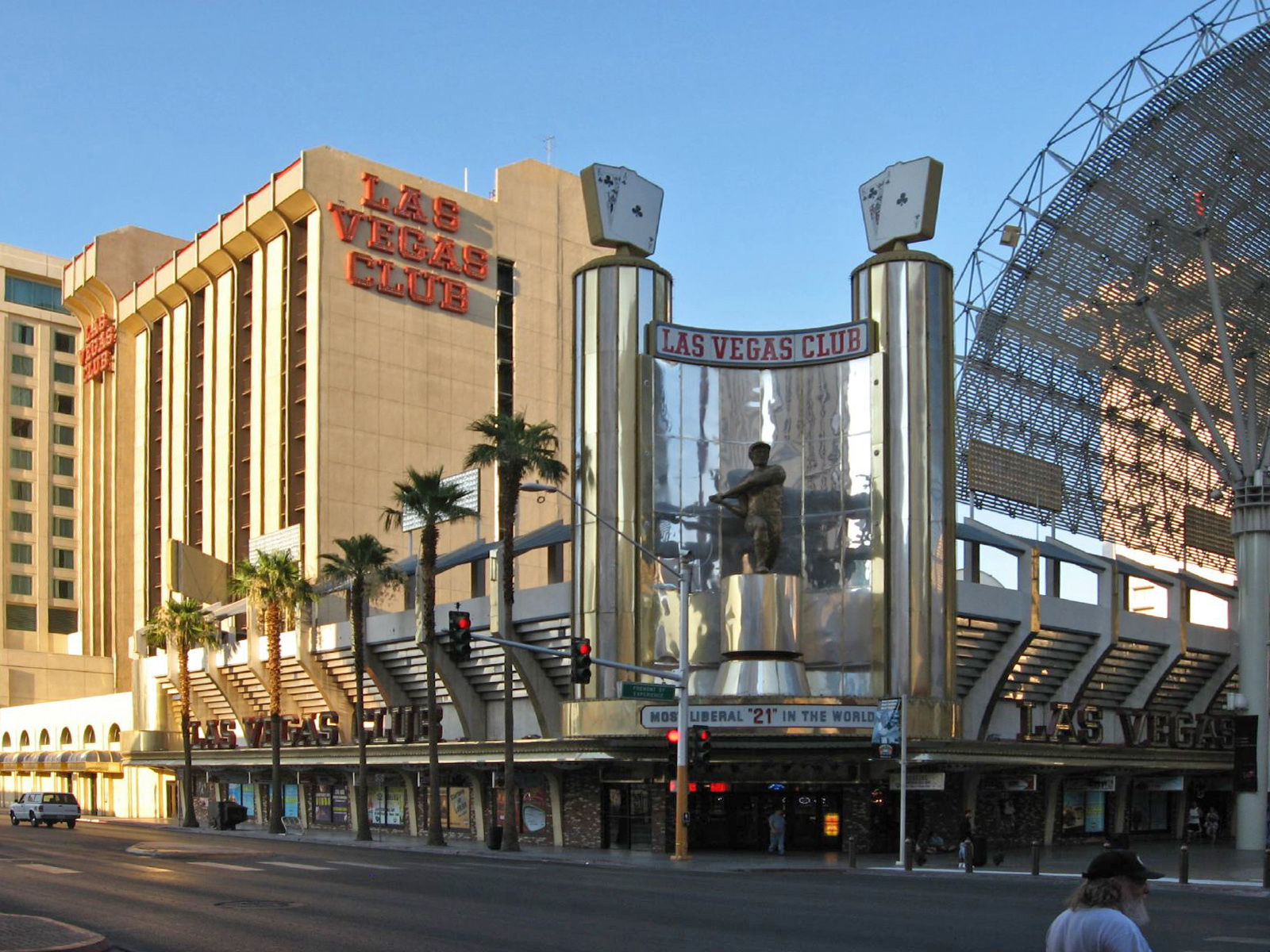
Вход в клуб «Лас-Вегас»
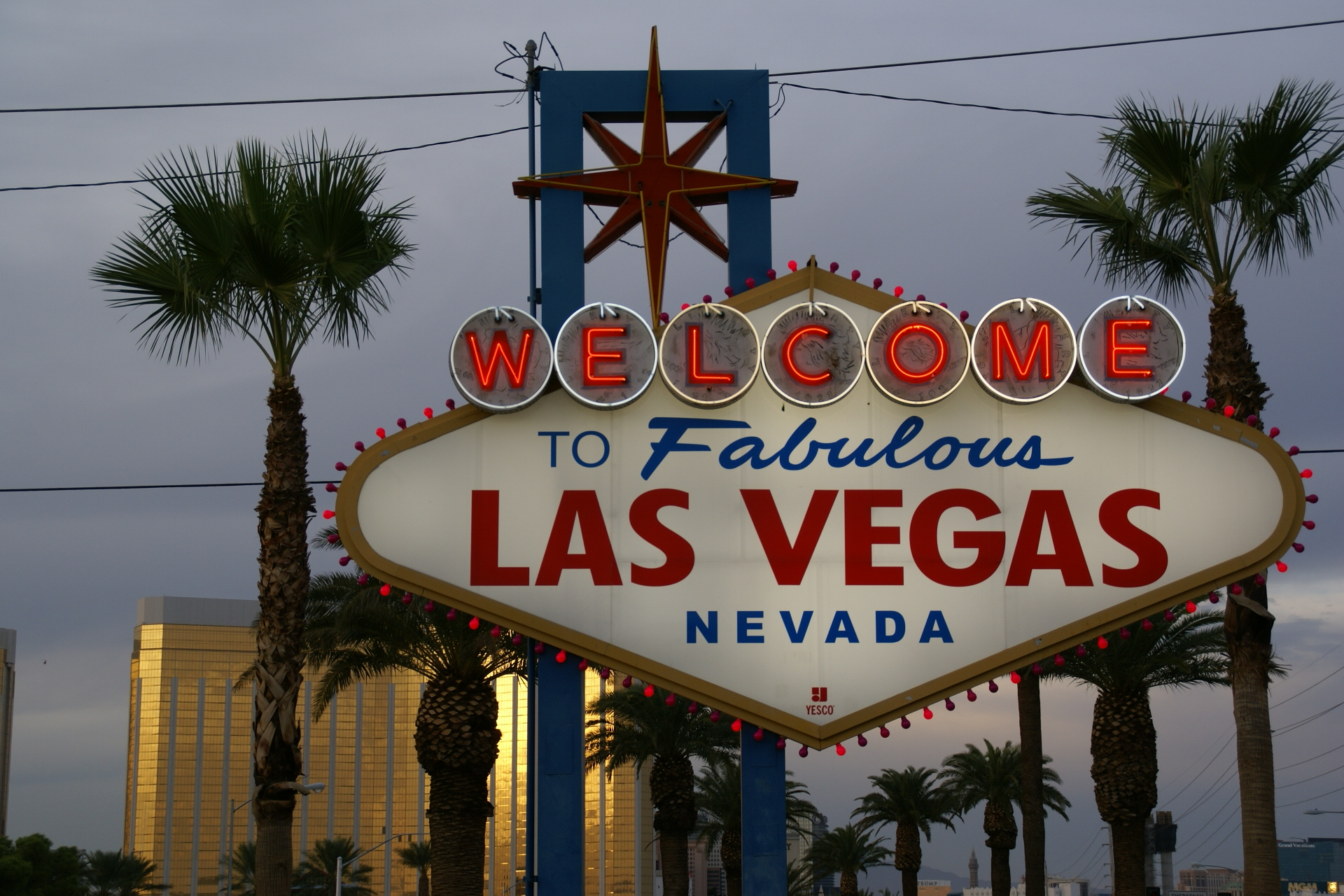
Знак при въезде в город «Добро пожаловать в сказочный Лас-Вегас»
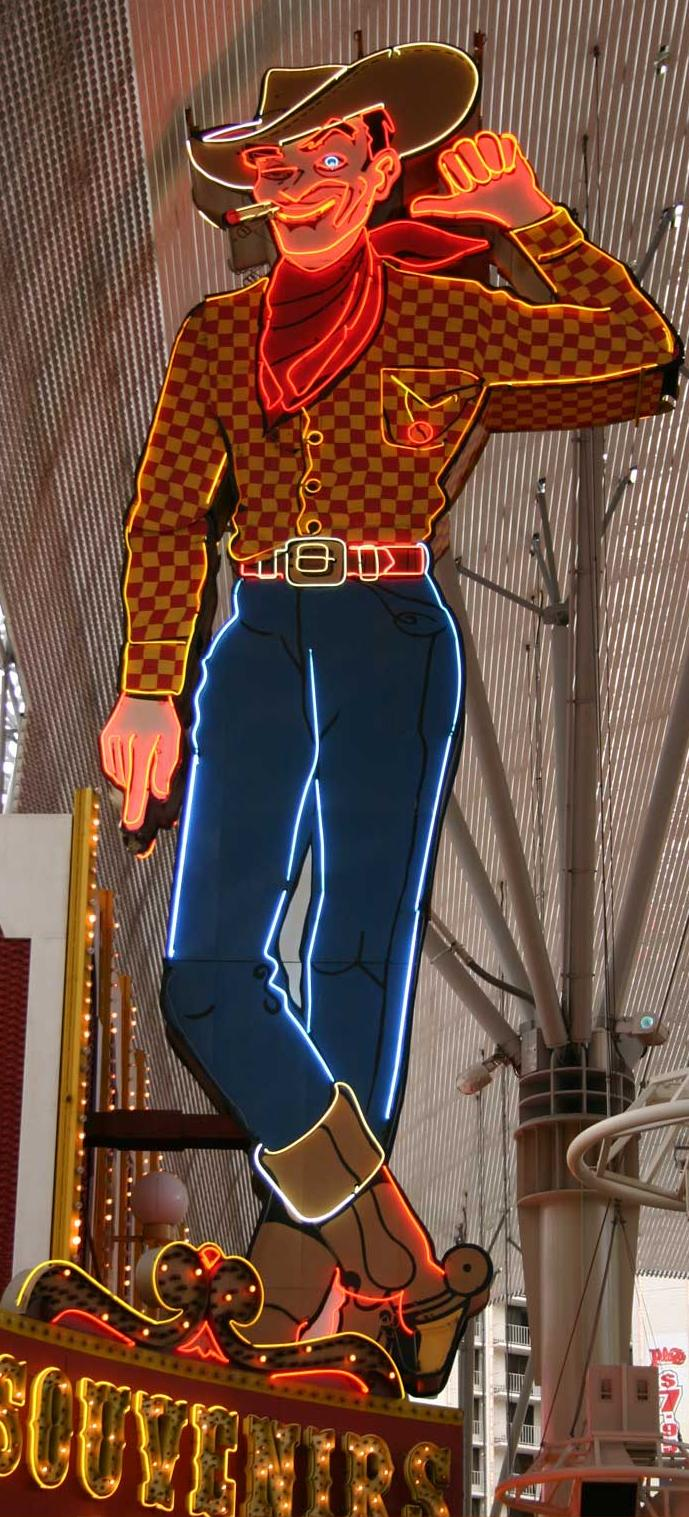
Вик из Вегаса
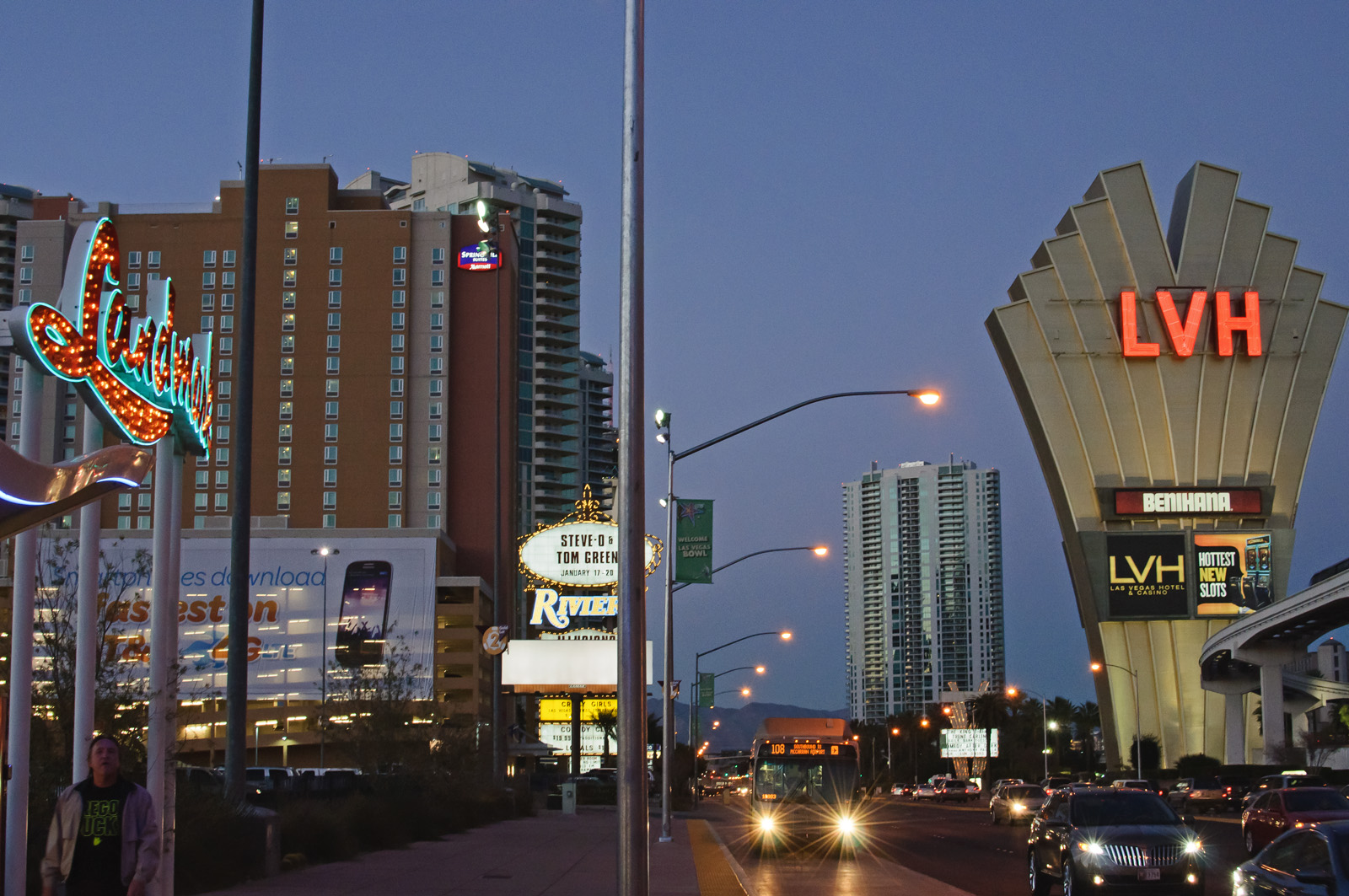
Знак «Diamonds Are Forever»

## Города-побратимы
- Республика Корея: Ансан
- Филиппины: Анхелес
- Болгария: Перник
- Китай: Хулудао
- Таиланд: Пхукет